# Bernard Blier
Bernard Blier (Buenos Aires, 1916. január 11. – Saint-Cloud, 1989. március 29.) francia színész.

## Életpályája
Az egyetem irodalomszakát végezte el, majd Párizsban újságíró lett. Mint színész Raymond Rouleau tanítványa volt. Éveken át dolgozott Louis Jouvet mellett. 1937-től szerepelt filmekben. 1937–1989 között több mint 150 filmben volt látható. A második világháború alatt Mayenne-ben harcolt a második gyalogezred tagjaként. 1940-ben fogságba esett és egy ausztriai táborba internálták. Egy évvel később szabadult, és visszatért Párizsba.

## Munkássága
A kisemberek, az egyszerű francia polgárok életteljes alakítója drámákban és vígjátékokban. A háborút követően barátai lettek Christian-Jaque, Claude Autant-Lara és Marcel Achard. Az 1950-es években még csak kisebb filmekben játszott. 1957-ben szerepet kapott Amikor a nő zavarba jön című Yves Allégret rendezte filmben. Ismertebb alakítása még a könyörtelen Javert felügyelő a Nyomorultak 1958-as filmváltozatában. Az 1960-as években érte el legnagyobb sikereit. Ebben az időben olyan színészekkel dolgozott együtt, mint például Jean Gabin, Jean-Paul Belmondo, Lino Ventura és Louis de Funès. Élményt nyújtott A hetedik esküdt (1962) lelkiismeretével vitatkozó, gyilkossá váló gyógyszerészeként. Az 1960-as évek végén karrierje megtorpant Franciaországban, de a következő évtized elején az új filmeseknek köszönhetően újra sikeres lett. 1972-ben a Magas szőke férfi felemás cipőben Milan megformálója volt. 1986-ban David di Donatello-díjat kapott a Reméljük, lány lesz című Mario Monicelli rendezte film filmbeli munkájáért. 1989-ben Tiszteletbeli César-díjban részesült, 24 nappal a halála előtt.

## Magánélete
1937–1965 között Gisèle Brunet volt a felesége. Egy fiuk született: Bertrand Blier (1939–2025) filmrendező. 1965–1989 között Annette Martin volt a párja.

## Halála
Bernard, 1989. március 29-én halt meg rákban a Val d'Or klinikán, Saint-Cloud-ban. 73 éves volt.

## Filmjei
- A veszedelmes lány (1937)
- A Maginot kéme (1937)
- A malakkai nő (1937)
- Színészbejáró (1938)
- Külvárosi szálloda (1938)
- Lángoló fiatalság (1938)
- Kedélyes szálloda (1939)
- Mire megvirrad (1939)
- Egyetlen éjszaka (1940)
- Szőke veszedelem (1942)
- Szédült éjszaka (1942)
- Fantasztikus szimfónia (1942)
- Domino (1943)
- Carmen (1944)
- Messieurs Ludovic (1946)
- Bűnös vagy áldozat? (1947)
- Iskolakerülők (1948)
- Monseigneur (1949)
- Özönvíz előtt (1954)
- Az ágy (1954)
- A fekete dosszié (1955)
- Huszárok (1955)
- Bűn és bűnhődés (1956)
- Mindennek ára van (1957)
- Az esőkabátos ember (1957)
- Amikor a nő zavarba jön (1957)
- A nyomorultak (1958)
- Család nélkül (1958)
- A játékos (1958)
- A nagy családok (1958)
- Különös találkozás (1959)
- Archimédes, a csavargó (1959)
- A nagy háború (1959)
- Szerelemmel látni (1959)
- Az elnök (1961)
- A balek bosszúja (1961)
- A hetedik esküdt (1962)
- Sándor Mátyás (1963)
- Lövöldöző taták (1963)
- Germinal (1963)
- Elvtársak (1963)
- Százezer dollár a napon (1964)
- Férfivadászat (1964)
- A nagy kémügy (1964)
- A felszarvazott (1964)
- Ahol az öröm tanyázik (1965)
- Becsületbeli ügy (1966)
- A bűntény majdnem sikerült (1966)
- A főnök inkognitóban (1966)
- Caroline, drágám (1967)
- Egy bolond Párizsban (1967)
- Közöny (1967)
- A négyes labor őrültjei (1968)
- Majd a Leontine! (1968)
- Sikerül-e hőseinknek megtalálniuk Afrikában titokzatosan eltűnt barátjukat? (1968)
- Nem szabad a gyerekeket alávaló cselekedetre kényszeríteni (1968)
- Nagybátyám Benjámin (1969)
- A hölgy nem iszik, nem dohányzik, nem flörtöl… csak fecseg (1970)
- A szórakozott (1970)
- Esténként a kormoránok rikoltoznak a dzsunkák fölött (1971)
- Bohózat lőporral (1971)
- Hullajó hullajelölt (1971)
- Hadd keringőzzön (1971)
- Gyilkosság sorozatban (1972)
- Boccaccio (1972)
- Magas szőke férfi felemás cipőben (1972)
- Kétbalkezes jóakaró (1973)
- Gyorsított eljárás (1974)
- Ez a kedves Viktor (1975)
- Férfiak póráz nélkül (1975)
- Ellenségem holtteste (1976)
- Bűnügyek (1979)
- Hidegtál (1979)
- Szerelmi szenvedély (1981)
- Talpig olajban (1981)
- Altatódal nászágyon (1981)
- A mi történetünk (1984)
- A szív (1984)
- Cuore (1985)
- A háború bolondja (1985)
- Mattia Pascal két élete (1985)
- Twist Moszkvában (1986)
- Reméljük, lány lesz (1986)
- Gyűlölöm a színészeket (1986)
- Furfangos gályarabok (1987)
- Ördögök (1988)
- Szögevő (1988)

## Díjai
- David di Donatello-díj (1986) Reméljük, lány lesz
- Tiszteletbeli César-díj (1989)